# Łukasz Oślizło
Łukasz Oślizło (ur. 14 maja 1989 w Mikołowie) – polski lekkoatleta specjalizujący się w biegach długich.
W 2009 i 2011 startował w finałowym biegu na 3000 metrów z przeszkodami podczas młodzieżowych mistrzostw Europy. Finalista mistrzostw Europy z 2012. 
Bez sukcesów trzykrotnie w karierze brał udział w mistrzostwach Europy w biegach na przełaj (2008, 2009, 2011). 
Medalista mistrzostw Polski seniorów ma w dorobku trzy srebrne medale (Mikołów 2012 – bieg na 10 000 metrów, Bielsko-Biała 2012 – bieg na 3000 metrów z przeszkodami, Białystok 2017 - bieg na 3000 metrów z przeszkodami). Stawał na podium halowych mistrzostw kraju zdobywając dotychczas jeden brąz (Spała 2012 – bieg na 3000 metrów). Medalista młodzieżowych mistrzostw kraju.
Rekordy życiowe: bieg na 10 000 metrów – 28:57,12 (21 kwietnia 2012, Mikołów); bieg na 3000 metrów z przeszkodami – 8:27,61 (7 lipca 2012, Bottrop); bieg na 3000 metrów w hali – 8:04,59 (26 lutego 2012, Spała). 5 kwietnia  2014 roku w Akademickich Mistrzostwach Polski zdobył złoty medal na dystansie 9 km z czasem  28:29.  

## Osiągnięcia
| Rok  | Impreza                                   | Miejsce  | Konkurencja                   | Lokata      | Wynik   |
| ---- | ----------------------------------------- | -------- | ----------------------------- | ----------- | ------- |
| 2008 | Mistrzostwa Europy w biegach przełajowych | Bruksela | bieg juniorów na 6 km         | 75. miejsce | 20:27   |
| 2009 | Młodzieżowe mistrzostwa Europy            | Kowno    | bieg na 3000 m z przeszkodami | 11. miejsce | 9:09,13 |
| 2009 | Mistrzostwa Europy w biegach przełajowych | Dublin   | bieg młodzieżowców na 8 km    | 70. miejsce | 28:04   |
| 2011 | Młodzieżowe mistrzostwa Europy            | Ostrawa  | bieg na 3000 m z przeszkodami | 10. miejsce | 8:52,38 |
| 2011 | Mistrzostwa Europy w biegach przełajowych | Velenje  | bieg młodzieżowców na 8 km    | 90. miejsce | 26:32   |
| 2012 | Mistrzostwa Europy                        | Helsinki | bieg na 3000 m z przeszkodami | 11. miejsce | 8:44,51 |